# Miquel Solà i Dalmau

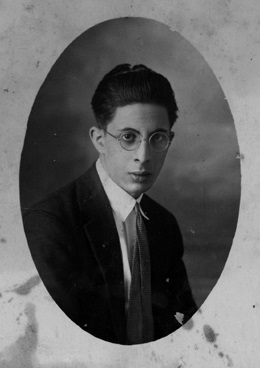
Miquel Solà i Dalmau (1908-1985), de jove

Miquel Arcàngel Solà i Dalmau (Igualada, 1908 - 1985) és un escriptor que va publicar cinc obres de poesia i va fer la traducció de Platero y yo al català. Va col·laborar sovint a la premsa local amb poesies i articles d'història i bona part de la seva obra (teatre, assaig, poesia i diverses traduccions) resta inèdita. La seva obra i diversos documents personals manuscrits es conserven a la Biblioteca Central d'Igualada. Va ser regidor de l'Ajuntament d'Igualada (1941-1949). L'any 1942, va estrenar les obres de teatre ¿Qué vale la vida? i Urge encontrar marido. Va utilitzar els pseudònims de Mas i Damià. Amb motiu del centenari del seu naixement, Poesia Viva d'Igualada li va dedicar una sessió d'homenatge, amb la lectura de diversos textos seus i la Biblioteca Central d'Igualada va organitzar una exposició sobre la seva obra.
Era un home discret i rigorós, profundament religiós i franciscà i expert melòman. Tot i que era autodidacte, la constància en la investigació i l'estudi de formes estilístiques i dels autors clàssics li van permetre aconseguir un alt grau de perfeccionisme en les seves obres poètiques. La seva estètica s'inspira en ideals noucentistes com el classicisme i la civilitat, als quals afegeix la tendresa i també una ironia subtil. Expressa sovint una reflexió introspectiva i un punt hermètica, amb una visió moral estricta i un contingut transcendental i religiós.

## Obres publicades
- Contrallums: paràboles evangèliques (1953).
- Itinerari jubilar (1956).
- Sonets de Quaresma (1956).
- "Del meu balcó de la Rambla". Sèrie d'articles a Vida... (1972).
- "Apunts per a una història". Sèrie d'articles a Vida... (1974).
- Espòs de sang (1976).
- El foc dels sants: benaurances (1981).
- Blanquet i jo (1989). Traducció de Platero y yo de Juan Ramón Jiménez.
- "Cinc poemes inèdits". Revista d'Igualada, núm. 29 (2008).